# Auto GP World Series Sezon 2015
Auto GP Sezon 2015  – szósty sezon od utworzenia serii w 2010 roku. Sezon rozpoczął się 2 maja podczas wyścigu na torze Hungaroring w Budapeszcie, a zakończy 4 października na Circuit de Barcelona-Catalunya po siedmiu podwójnych rundach. Tytuł w klasyfikacji kierowców zespołów broni brytyjska ekipa Super Nova International.
Przed sezonem ogłoszono współpracę z holenderską firmą ISRA, która organizowała mistrzostwa Formuły Acceleration w 2014 roku, w celu zwiększenia stawki do 18 samochodów. Ogłoszono również, że mistrz serii będzie miał zagwarantowany test Formuły 1.
26 czerwca 2015 podjęto decyzję o zawieszeniu sezonu ze względu na małą liczbę zgłoszeń i z tego względu odwołano rundę na torze Circuit Paul Ricard.

## Lista startowa
| Zespół              | Nr | Kierowca              | Rundy     |
| ------------------- | -- | --------------------- | --------- |
| Virtuosi Racing     | 5  | Johnny Cecotto Jr.    | 1         |
| Virtuosi Racing     | 72 | Nikita Złobin         | Wszystkie |
| Paolo Coloni Racing | 6  | Christof von Grünigen | Wszystkie |
| Paolo Coloni Racing | 69 | Loris Spinelli        | 2         |
| Ibiza Racing Team   | 7  | Giuseppe Cipriani     | Wszystkie |
| Zele Racing         | 8  | Antônio Pizzonia      | Wszystkie |
| Zele Racing         | 9  | Andrés Méndez         | Wszystkie |
| Zele Racing         | 10 | Luís Sá Silva         | Wszystkie |
| FMS Racing          | 11 | Leonardo Pulcini      | 1         |
| FMS Racing          | 23 | Facu Regalía          | Wszystkie |

## Kalendarz wyścigów
Prowizoryczny kalendarz na sezon 2015 został zatwierdzony 22 grudnia 2014 roku.
| Runda | Runda | Data           | Tor                            | Pole Position                           | Najszybsze okrążenie                    | Zwycięzca (kierowcy)                    | Zwycięzca (zespoły)                     | Imprezy towarzyszące         |
| ----- | ----- | -------------- | ------------------------------ | --------------------------------------- | --------------------------------------- | --------------------------------------- | --------------------------------------- | ---------------------------- |
| 1     | W1    | 2 maja         | Hungaroring                    | Antônio Pizzonia                        | Facu Regalía                            | Facu Regalía                            | FMS Racing                              | WTCC                         |
| 1     | W2    | 3 maja         | Hungaroring                    |                                         | Antônio Pizzonia                        | Antônio Pizzonia                        | Zele Racing                             | WTCC                         |
| 2     | W3    | 23 maja        | Silverstone Circuit            | Facu Regalía                            | Antônio Pizzonia                        | Antônio Pizzonia                        | Zele Racing                             | Blancpain Endurance Series   |
| 2     | W4    | 24 maja        | Silverstone Circuit            |                                         | Facu Regalía                            | Luís Sá Silva                           | Zele Racing                             | Blancpain Endurance Series   |
| –     | –     | 27 czerwca     | Circuit Paul Ricard            | Odwołane z powodu małej ilości zgłoszeń | Odwołane z powodu małej ilości zgłoszeń | Odwołane z powodu małej ilości zgłoszeń | Odwołane z powodu małej ilości zgłoszeń | WTCC                         |
| –     | –     | 28 czerwca     | Circuit Paul Ricard            | Odwołane z powodu małej ilości zgłoszeń | Odwołane z powodu małej ilości zgłoszeń | Odwołane z powodu małej ilości zgłoszeń | Odwołane z powodu małej ilości zgłoszeń | WTCC                         |
| –     | –     | 11 lipca       | Circuit Park Zandvoort         | Odwołane z powodu małej ilości zgłoszeń | Odwołane z powodu małej ilości zgłoszeń | Odwołane z powodu małej ilości zgłoszeń | Odwołane z powodu małej ilości zgłoszeń | Deutsche Tourenwagen Masters |
| –     | –     | 12 lipca       | Circuit Park Zandvoort         | Odwołane z powodu małej ilości zgłoszeń | Odwołane z powodu małej ilości zgłoszeń | Odwołane z powodu małej ilości zgłoszeń | Odwołane z powodu małej ilości zgłoszeń | Deutsche Tourenwagen Masters |
| -     | -     | 5 września     | Masaryk Circuit                | Odwołane z powodu małej ilości zgłoszeń | Odwołane z powodu małej ilości zgłoszeń | Odwołane z powodu małej ilości zgłoszeń | Odwołane z powodu małej ilości zgłoszeń | European Touring Car Cup     |
| -     | -     | 6 września     | Masaryk Circuit                | Odwołane z powodu małej ilości zgłoszeń | Odwołane z powodu małej ilości zgłoszeń | Odwołane z powodu małej ilości zgłoszeń | Odwołane z powodu małej ilości zgłoszeń | European Touring Car Cup     |
| -     | -     | 3 października | Circuit de Barcelona-Catalunya | Odwołane z powodu małej ilości zgłoszeń | Odwołane z powodu małej ilości zgłoszeń | Odwołane z powodu małej ilości zgłoszeń | Odwołane z powodu małej ilości zgłoszeń |                              |
| -     | -     | 4 października | Circuit de Barcelona-Catalunya | Odwołane z powodu małej ilości zgłoszeń | Odwołane z powodu małej ilości zgłoszeń | Odwołane z powodu małej ilości zgłoszeń | Odwołane z powodu małej ilości zgłoszeń |                              |

## Klasyfikacja generalna

### Kierowcy
Punktacja:

Wygrana w kwalifikacjach (pole position do pierwszego wyścigu): 2 punkty

Punktacja w pierwszym wyścigu: 25-18-15-12-10-8-6-4-2-1 (dziesięć pierwszych pozycji)

Punktacja w drugim wyścigu: 20-15-12-10-8-6-4-3-2-1 (dziesięć pierwszych pozycji)

Najszybsze okrążenie: 1 punkt (w każdym wyścigu)

| Legenda oznaczeń w tabelach wyników Wyświetl szablon na nowej stronie | Legenda oznaczeń w tabelach wyników Wyświetl szablon na nowej stronie                                                                     |
| Oznaczenie                                                            | Wyjaśnienie |
| --------------------------------------------------------------------- | --- |
| Złoty                                                                 | Zwycięzca lub mistrzostwo |
| Srebrny                                                               | 2. miejsce lub wicemistrzostwo |
| Brązowy                                                               | 3. miejsce lub II wicemistrzostwo |
| Zielony                                                               | Ukończył, punktował (w klasyfikacji generalnej, gdy zdobył co najmniej jeden punkt na przestrzeni sezonu, poza trzema powyższymi opcjami) |
| Niebieski                                                             | Ukończył, nie punktował (w klasyfikacji generalnej, gdy nie zdobył co najmniej jednego punktu na przestrzeni sezonu)                      |
| Czerwony                                                              | Nie zakwalifikował się (NZ) |
| Czerwony                                                              | Nie prekwalifikował się (NPK) |
| Różowy                                                                | Nie ukończył (NU) |
| Różowy                                                                | Niesklasyfikowany (NS) (w klasyfikacji generalnej, gdy nie został sklasyfikowany w żadnym wyścigu sezonu)                                 |
| Czarny                                                                | Zdyskwalifikowany (DK) |
| Czarny                                                                | Wykluczony (WYK/EX) |
| Biały                                                                 | Nie wystartował (NW) |
| Biały                                                                 | Kontuzjowany (K/INJ) |
| Biały                                                                 | Wyścig odwołany (OD/C) |
| Bez koloru                                                            | Został wycofany (WYC/WD) |
| Bez koloru                                                            | Nie przybył (NP/DNA) |
| Bez koloru                                                            | Nie brał udziału w treningach (NT/DNP) |
| Bez koloru                                                            | Nie został zgłoszony (–) |
| Pogrubienie                                                           | Start z pole position |
| Kursywa                                                               | Najszybsze okrążenie wyścigu |
| †                                                                     | Nie ukończył, ale jego rezultat został zaliczony ze względu na przejechanie więcej niż 90% dystansu wyścigu.                              |
| *                                                                     | Sezon w trakcie |
| 1/2/3                                                                 | Punktowana pozycja w sprincie kwalifikacyjnym                                                                                             |
| Lista systemów punktacji Formuły 1                                    | |

| Pozycja | Kierowca              | HUN | HUN | UK | UK | Punkty |
| ------- | --------------------- | --- | --- | -- | -- | ------ |
| 1       | Antônio Pizzonia      | 2   | 1   | 1  | 3  | 79     |
| 2       | Facu Regalía          | 1   | 6   | 2  | 2  | 68     |
| 3       | Luís Sá Silva         | 6   | 4   | 3  | 1  | 53     |
| 4       | Nikita Złobin         | 7   | 5   | 4  | 7  | 30     |
| 5       | Leonardo Pulcini      | 4   | 2   | -  | -  | 27     |
| 6       | Christof von Grünigen | 3   | 8   | NW | 5  | 26     |
| 7       | Giuseppe Cipriani     | NU  | 7   | 5  | 4  | 24     |
| 8       | Johnny Cecotto Jr.    | 5   | 3   | -  | -  | 22     |
| 9       | Andrés Méndez         | 8   | 9   | 6  | 6  | 20     |
| –       | Loris Spinelli        | -   | -   | WD | WD | –      |
| Pozycja | Kierowca              | HUN | HUN | UK | UK | Punkty |

### Zespoły
| Pozycja | Zespół              | Nr | HUN | HUN | UK | UK | Punkty |
| ------- | ------------------- | -- | --- | --- | -- | -- | ------ |
| 1       | Zele Racing         | 8  | 2   | 1   | 1  | 3  | 132    |
| 1       | Zele Racing         | 9  | 8   | 9   | 6  | 6  | 132    |
| 1       | Zele Racing         | 10 | 6   | 4   | 3  | 1  | 132    |
| 2       | FMS Racing          | 11 | 4   | 2   | -  | -  | 95     |
| 2       | FMS Racing          | 23 | 1   | 6   | 2  | 2  | 95     |
| 3       | Virtuosi UK         | 5  | 5   | 3   | -  | -  | 52     |
| 3       | Virtuosi UK         | 72 | 7   | 5   | 4  | 7  | 52     |
| 4       | Paolo Coloni Racing | 6  | 3   | 8   | NW | 5  | 26     |
| 4       | Paolo Coloni Racing | 69 | -   | -   | WD | WD | 26     |
| 5       | Ibiza Racing        | 7  | NU  | 7   | 5  | 4  | 24     |
| Pozycja | Zespół              | Nr | HUN | HUN | UK | UK | Punkty |